# Veilig land van herkomst
Veilig land van herkomst is een begrip uit het Europese asielrecht. Het houdt in dat personen uit die landen in het algemeen geen reden hebben om asiel te moeten aanvragen. Indien personen uit deze landen toch asiel aanvragen in (sommige) Europese landen, wordt hun aanvraag behandeld in een versnelde procedure die meestal tot afwijzing leidt.
Een land kan worden aangemerkt als veilig land van herkomst als er geen vervolging van bevolkingsgroepen plaatsvindt, geen foltering of onmenselijke of vernederende behandeling of bestraffing en geen bedreiging met geweld en er geen gewapende conflicten spelen. Daarnaast is van belang of er een werkend rechtssysteem is, zodat burgers verhaal kunnen halen als er toch mensenrechtenschendingen plaatsvinden. De landen van de Europese Unie zelf gelden in het algemeen als veilige landen van herkomst, omdat het voldoen aan de Criteria van Kopenhagen geacht wordt een dergelijke positieve mensenrechtensituatie te impliceren.
In Nederland geldt dat als een persoon uit een veilig land van herkomst asiel aanvraagt, de aanvraag in beginsel 'kennelijk ongegrond' wordt verklaard. Binnen enkele dagen volgt een gesprek waarin de asielzoeker dit besluit kan aanvechten. Dit verschilt duidelijk van de normale asielprocedure, waarin eerst een rustperiode wordt gegund, en daarna minimaal twee gesprekken volgen. Ook ligt de bewijslast veel sterker bij de asielaanvrager. Deze zal moeten aantonen dat hij of zij, ondanks de algemene veilige status van zijn of haar land, toch voor vervolging te vrezen heeft, of dat de situatie in zijn of haar land dusdanig verslechterd is dat het niet meer als veilig land kan gelden. Als de asielzoeker de IND hiervan weet te overtuigen, wordt hij of zij alsnog toegelaten tot de normale asielprocedure. Zo niet, dan wordt hij of zij versneld uitgezet, heeft geen recht op een terugkeervergoeding en krijgt een inreisverbod voor twee jaar. Tegen deze afwijzing kan beroep worden aangetekend, maar het beroep heeft geen opschortende werking. In België geldt wel een opschortende werking voor het beroep, maar wordt dit beroep versneld afgehandeld.
Een land kan ook worden aangemerkt als veilig voor sommige groepen, en niet veilig voor andere. Het Verenigd Koninkrijk beschouwt bijvoorbeeld Gambia en Ghana als veilig land van herkomst voor mannen, maar niet voor vrouwen. Ook regionale verschillen kunnen worden gemaakt, waarbij de grenzen wel vastomlijnd en duidelijk moeten zijn. Nederland beschouwt bijvoorbeeld Georgië als veilig land van herkomst, met uitzondering van Abchazië en Zuid-Ossetië.
Er zijn plannen voor een algemene Europese lijst van veilige landen, maar deze bestaat nog niet. Wel hebben diverse landen hun eigen lijst.

## Lijst
Nederland beschouwt momenteel (medio 2017) de volgende landen als veilig land van herkomst:
- alle landen van de EER, dat wil zeggen de Europese Unie, Liechtenstein, Noorwegen en IJsland
- Andorra, Australië, Canada, Japan, Nieuw-Zeeland, San Marino, Vaticaanstad, de Verenigde Staten en Zwitserland
- Albanië, Bosnië-Herzegovina, Kosovo, Montenegro, Noord-Macedonië en Servië
- Mongolië
- Ghana, India, Jamaica en Marokko, dit kan echter voor individuele gevallen anders liggen
- Tunesië, doch niet voor LHBTI
- Algerije, Senegal en Togo, doch niet voor LHBTI en met mogelijkheid van individuele uitzonderingen
- Georgië en Oekraïne, met uitzondering van de regio's die niet onder controle van het centraal bestuur staan

België heeft een kortere lijst van veilige landen, bestaande uit Albanië, Bosnië-Herzegovina, Kosovo, Montenegro, Noord-Macedonië, Servië, India (2023).